# Richard Franklin
Richard Franklin (Melbourne, 15 luglio 1948 – Melbourne, 11 luglio 2007) è stato un regista, produttore cinematografico e sceneggiatore australiano.

## Filmografia

### Regista
Cinema
- The True Story of Eskimo Nell (1975)
- Fantasm (1976) - a nome Richard Bruce
- Patrick (1978)
- Roadgames (1981)
- Psycho II (1983)
- La finestra sul delitto (Cloak & Dagger) (1984)
- Link (1986)
- F/X 2 - Replay di un omicidio (F/X2) (1991)
- Hotel Sorrento (1995)
- Bugie geniali (Brilliant Lies) (1996)
- Incubo in alto mare (Visitors) (2003)

Televisione
- Homicide - 11 episodi (1970)
- La bella e la bestia (Beauty and the Beast) - un episodio (1987)
- In due si ama meglio (A Fine Romance) - un episodio (1989)
- Running Delilah (1993) - Film TV
- One Way Ticket (1997) - film TV
- The Lost World (1999) - film TV
- The Lost World - 6 episodi (1999-2000)
- BeastMaster - 5 episodi (2000-2001)
- Flatland - 2 episodi (2002)

### Produttore
- The True Story of Eskimo Nell (1975)
- Patrick (1978)
- Laguna blu (The Blue Lagoon) (1980) - coproduttore
- Roadgames (1981)
- Link (1986)
- Hotel Sorrento (1995)
- Bugie geniali (Brilliant Lies) (1996)
- Harry's War (1999) - film TV
- Incubo in alto mare (Visitors) (2003)

### Sceneggiatore
- The True Story of Eskimo Nell (1975)
- Roadgames (1981) - storia originale
- Hotel Sorrento (1995)
- Bugie geniali (Brilliant Lies) (1996)